# Linkhim
Linkhim (en népalais : लिमखिम) est un comité de développement villageois du Népal situé dans le district de Taplejung. Au recensement de 2011, il comptait 2 214 habitants.